# Robert Brunschvig
Robert Brunschvig, né le 6 octobre 1901 à Bordeaux et mort le 16 février 1990 à Vanves, est un historien et orientaliste français.
Il contribua au réseau d’éducation alternatif pour les enfants juifs d'Afrique du Nord, exclus des écoles par le régime de Vichy.

## Publications
- La Berbérie orientale sous les Hafsides, des origines à la fin du XVe siècle, Paris, Adrien Maisonneuve, 1940, t. 1. (Publications de l’Institut d’études orientales d’Alger, VIII)[2]